# Taylor Widener
;* Major League/KBO League (MLB) (KBO)
Taylor Browning Widener (Aiken, 24 ottobre 1994) è un giocatore di baseball statunitense, che gioca nel ruolo di lanciatore per gli Samsung Lions della Major League Baseball (MLB).